# 1420 Radcliffe
1420 Radcliffe este un asteroid din centura principală, descoperit pe 14 septembrie 1931, de Karl Reinmuth.